# Konzeptphase der Ariane 6

Das PPH Konzept zur Ariane 6

Das ursprüngliche PHH-Konzept der Ariane 62 und 64

Das Ariane-6-Projekt durchlief von 2010 bis 2014 eine Konzeptphase mit verschiedenen Entwurfsansätze, um die zukünftigen Anforderungen der Europäischen Weltraumorganisation für eine neue Trägerrakete unter der Bezeichnung Ariane 6 zu erfüllen.

## Frühe Phase
Anders als die Ariane 1 bis 5 sollte die Ariane 6 ursprünglich nicht mehr für Doppelstarts von zwei Satelliten auf einmal in den GTO ausgelegt sein. Die Planungen der Ariane 6 sahen die Verwendung von Festtreibstoff vor, bis auf die Oberstufe, die mit H2/O2 angetrieben werden sollte. Diese sollte von der Ariane 5 ME kommen. EADS Astrium erhielt deshalb am 30. Januar 2013 von der ESA den Auftrag, die genaue Bauweise (Stufengrößen und Anzahl der Booster und deren Größen) der Ariane 6 nun mit 3 t bis 6,5 t Nutzlastkapazität festzulegen. Die ESA gab am 9. Juli 2013 die Wahl der Bauweise bekannt. Als erste Stufe der Ariane 6 sollten drei Feststoffmotoren verwendet werden, die nebeneinander in einer Reihe montiert werden sollten. Ein weiterer dieser Feststoffmotoren sollte als zweite Stufe auf dem zentralen Erststufenmotor sitzen. Jeder dieser weitgehend baugleichen Feststoffmotoren sollte etwa 135 t festen Treibstoff enthalten. Sie bestanden aus einem Stück und nicht aus mehreren Segmenten. Die dritte Stufe sollte flüssigen Wasserstoff/Sauerstoff als Treibstoff verwenden und ein Vinci-Triebwerk haben. Man sprach deswegen auch vom PPH-Konzept (P für powder, also Pulver der Feststoffraketen und H für hydrogen, also Wasserstoff). Die Tanks sollten jedoch neu sein. Die Nutzlastkapazität in der 5,4 m Nutzlastverkleidung betrug 3,0 t bis 6,5 t.

## Alternativen
Vor der Entscheidung der ESA im Juli 2013 gab es Planungen, dass sich die dreistufige Rakete entweder durch Verwendung von unterschiedlich vielen Feststoffboostern an das jeweilige Nutzlastgewicht hätte anpassen lassen können – oder es sollten zwei bzw. drei zweite Stufen als erste Stufe verwendet werden, wodurch es zwei unterschiedlich starke Versionen gegeben hätte. Vor der Vorauswahl für die Ariane 6 auf der Ministerratskonferenz im November 2012 liefen die Studien zu der Rakete als „Next Generation Launcher (NGL)“, für den die EADS Astrium im Auftrag der ESA die Vorentwicklungsstudien machte. Nach den damaligen Plänen hätte der Next Generation Launcher in der ersten Stufe CH4 mit O2 verbrennen können und in der zweiten Stufe H2/O2. Die zweite Möglichkeit wäre eine dreistufige Rakete, die in den ersten beiden Stufen Feststoff verwendet und in der dritten H2/O2 verbrennt. Als dritte Variante wäre auch eine Rakete mit zwei mit H2/O2 angetriebenen Stufen möglich gewesen. Die ESA ließ seit 2007 Konzepte für einen „High-Thrust-Engine“-Demonstrator entwickeln. Ab 2009 gab es Designüberprüfungen. Diese sollten zu einem neuen Triebwerk für die Hauptstufe der NGL führen. Diese Planungen wurden jedoch obsolet.

## Konzeptänderung
Während des Jahres 2014 änderte sich das Konzept der Rakete erneut. Die dreistufige Ariane 6 sollte nun mit zwei oder vier Feststoffboostern ausgestattet werden. Die erste Stufe sollte Festtreibstoff verbrennen und die beiden oberen H2 und O2. Dies entspricht somit dem PHH-Konzept.

## Finales Konzept
Im September 2014 wurde ein nochmals überarbeitetes Konzept vorgestellt. Die nun zweistufige Rakete sollte in der ersten Stufe ein Vulcain-2-Triebwerk und in der zweiten Stufe ein Vinci-Triebwerk verwenden. Es sollte eine Version mit zwei und eine mit vier Feststoffboostern geben. Die Nutzlast betrug 5 t bzw. 11 t. Die stärkere Version ermöglichte somit, anders als ursprünglich geplant, auch Doppelstarts mit zwei ca. 4,5 t schweren Satelliten. Die Startkosten je Kilogramm Nutzlast sollten etwa halb so hoch sein wie bei der Ariane 5.
Am 1. oder 2. Dezember 2014 sagten die Minister der Mitgliedsstaaten der Europäischen Weltraumagentur (ESA) rund vier Milliarden Euro für die Entwicklung der Ariane 6 zu.
Im Gegensatz zur Ariane 5, die noch vertikal stehend montiert wurde, sollten die einzelnen Elemente der Ariane 6 in Kourou aus Gründen der Kostenreduzierung horizontal zusammengesetzt werden.